# 新地蔵川

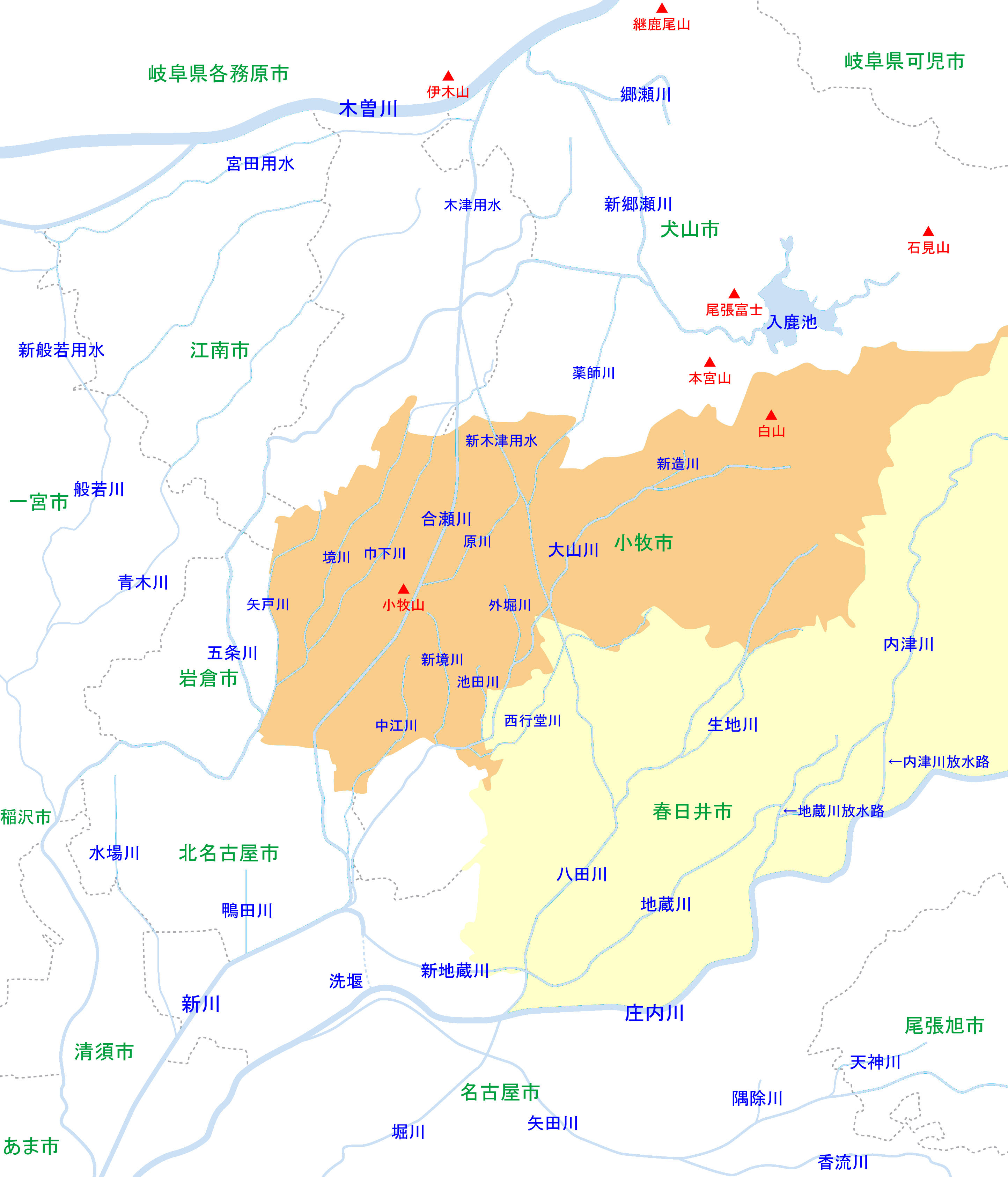
小牧市・春日井市周辺河川の位置関係図

新地蔵川（しんじぞうがわ）は、庄内川水系の一級河川。愛知県春日井市・名古屋市・北名古屋市を流れる。

## 地理
愛知県春日井市金ヶ口付近に端を発する地蔵川の改修工事で開削された河川で、名古屋市北区楠町付近で新川へと合流する。
新地蔵川の範囲は資料や地図によっても異なる。地蔵川・新地蔵川を管理する愛知県は春日井市御幸町付近で八田川を伏せ越しする交差部を地蔵川と新地蔵川の境界としているが、地蔵川・新地蔵川の流域で地蔵川の上流部を管理する春日井市は新地蔵川の市内区間「1.8キロメートル」としており、これは市境から八田川交差部の距離と合致しない。市境から1.8キロメートルはおおよそ新地蔵川開削の始点であった春日井市勝川町付近に位置するが、さらに長い区間を新地蔵川としている地図も存在する。いずれにせよ地蔵川と新地蔵川は、河川管理上は別の河川として扱われている。
上述のように庄内川支流の新川へと合流する河川だが、国土交通省中部地方整備局の『河川コード台帳』では新地蔵川を「庄内川に合流する地蔵川の支流」として掲載している。

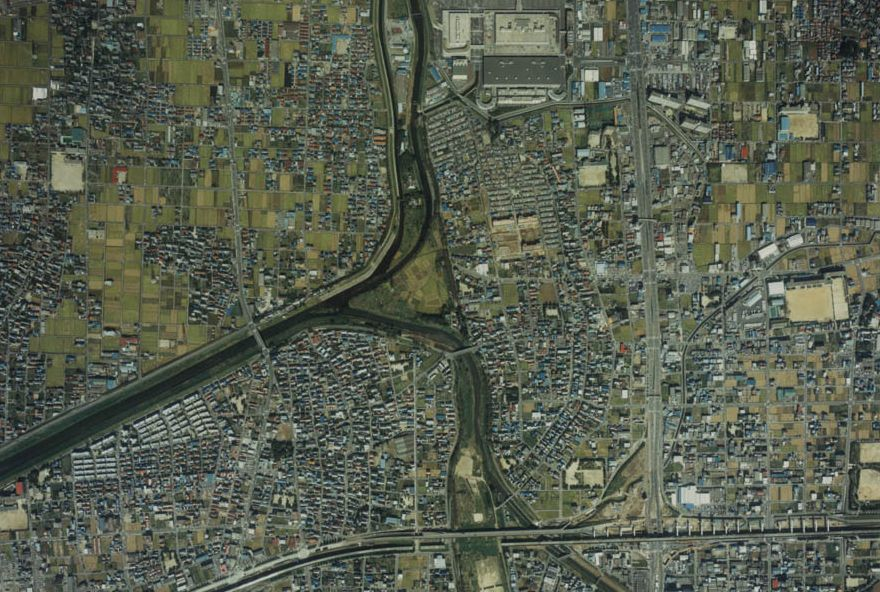
新川との合流地点。1987年度（昭和62年）に撮影された国土交通省 国土地理院 地図・空中写真閲覧サービスの空中写真を基に作成
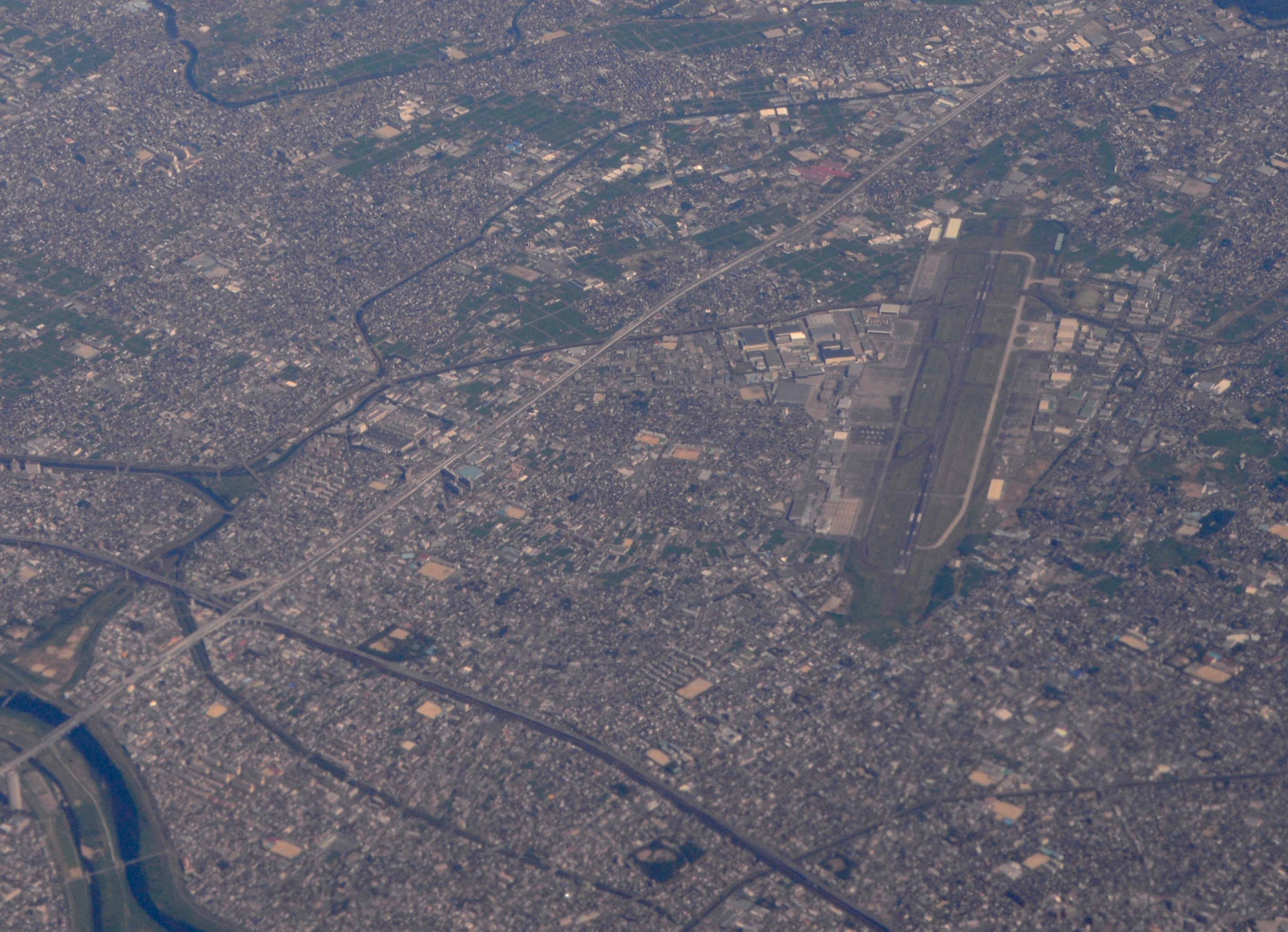
新川との合流地点をより広い視点で見た航空写真。2019年撮影。

## 支流
- 境川（名古屋市北区）
- 生棚川
- 如意申川